# Dungeon of Doom
Der Dungeon of Doom war eine Wrestlinggruppierung, welche Mitte der 1990er Jahre in der Wrestling Promotion World Championship Wrestling bestand. In der geskripteten Handlung stellte man dar, dass das Ziel des Dungeon die „Beendigung der Hulkamania“, der Erfolgsserie und des Personenkultes um Hulk Hogan, war. Verbündete des Dungeon war hierbei kurzzeitig auch die Gruppierung der Four Horsemen (The Alliance To End The Hulkamania). Der Dungeon wurde 1996 nach einer Niederlagenserie gegen Hulk Hogan und die neu geschaffene Gruppierung nWo aufgelöst. 

## Der Dungeon
Auffällig an dieser Gruppierung war, dass sie aus den größten und schwersten Wrestlern, sowie jenen mit den monströsesten Gimmicks bestand, die damals im Wrestling zu finden waren. Alle Mitglieder wurden als „absolut unbesiegbar“ dargestellt, in dem sie reihenweise Aufbaugegner in kürzester Zeit abfertigten, bevor Hogan sie dann jeweils besiegte. Der wohl bekannteste Auftritt der Gruppierung fand bei der im Fernsehen ausgestrahlten Großveranstaltung Uncensored 1996 statt. Im sogenannten „Doomsday Match“, einem Kampf in vier übereinander gestellten Ring-Käfigen, trafen Hulk Hogan und sein Team-Partner Randy Savage auf Ric Flair, Arn Anderson, Meng, Barbarian, Lex Luger, Kevin Sullivan, Ze Gangsta, und The Ultimate Solution. Kurz darauf wurde bereits die nWo als neue Gruppierung ins Leben gerufen und der Dungeon hatte alsbald ausgedient.

### Mitglieder des Dungeon
- „The Master“ (Curtis Iaukea), Meister des Taskmasters
- „The Taskmaster“ Kevin Sullivan, Anführer des Dungeon
- The Giant
- Jimmy Hart
- Big Bubba Rogers
- One Man Gang
- Lex Luger
- The Barbarian
- Ze Gangsta
- The Ultimate Solution
- Shark Attack
- Kamala
- Konnan
- Zodiac
- Meng
- The Yeti (Ron Reis)
- Loch Ness Monster
- Hugh Morrus (William DeMott)